# Doreen Shaffer

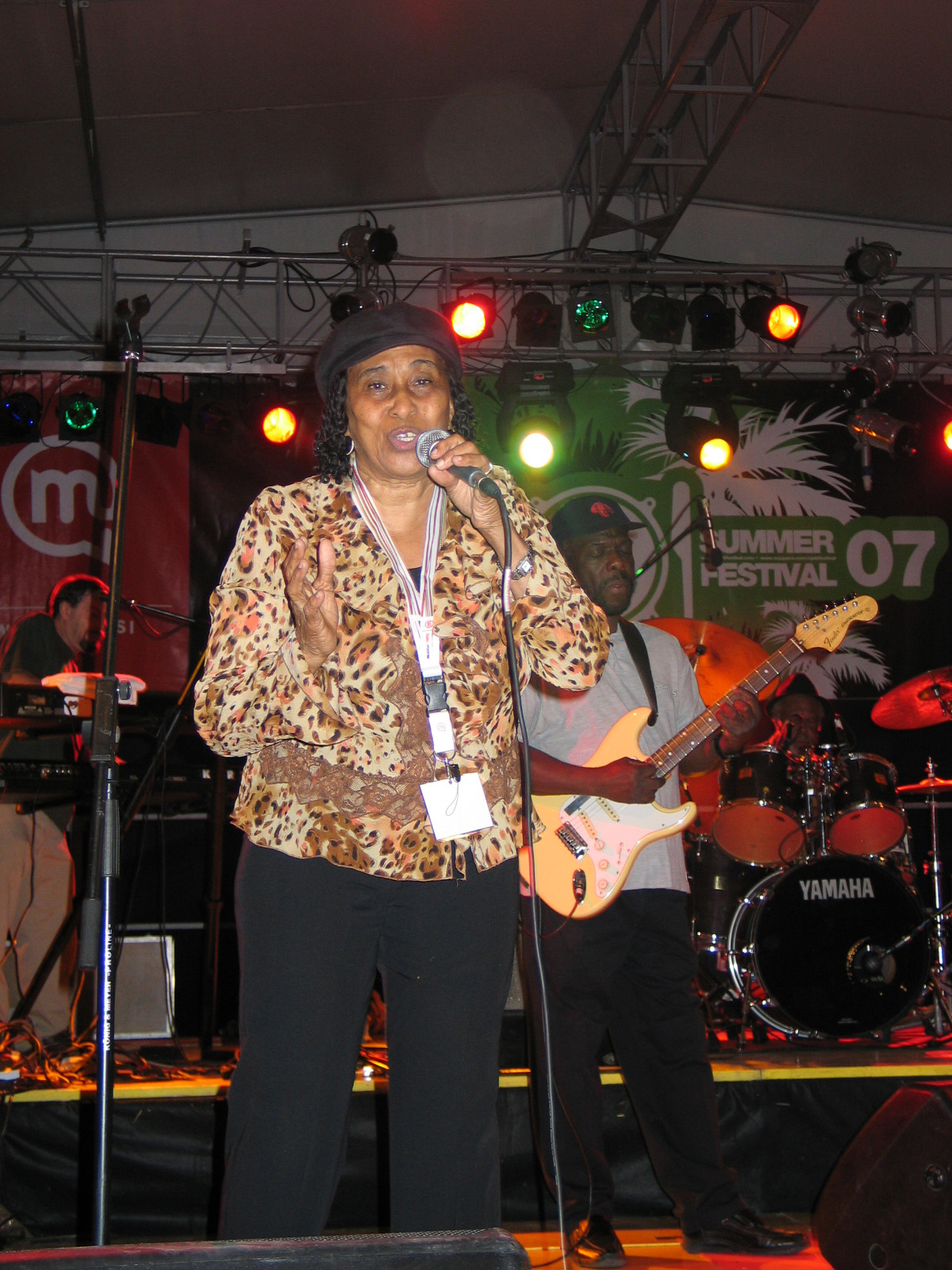
Shaffer 2007

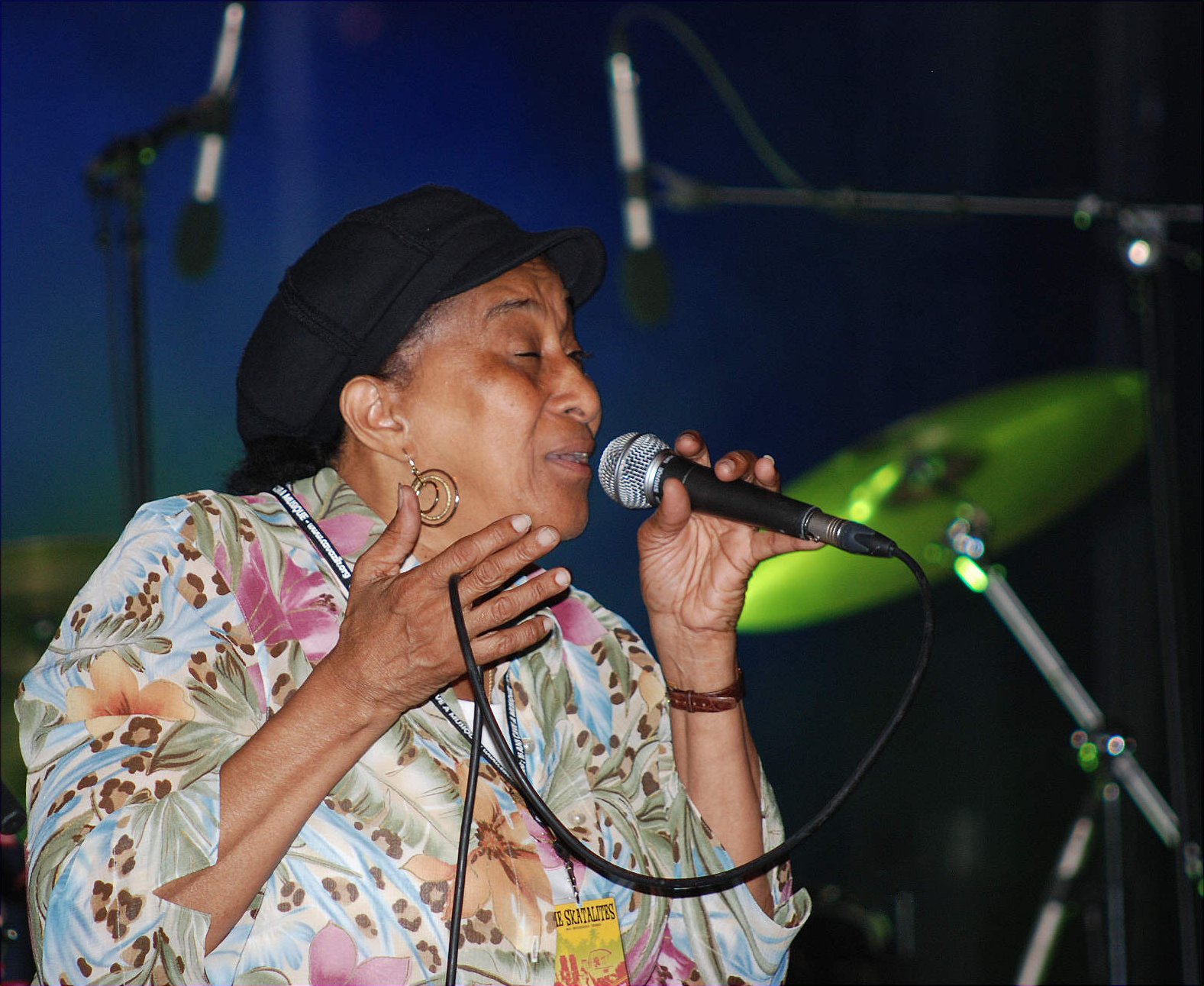
Shaffer France 2008

Doreen Shaffer (* in Kingston, Jamaika; Pseudonym für Monica Johnson), auch Doreen Schaffer oder Doreen Schaeffer, ist eine jamaikanische Sängerin. Sie ist Gründungsmitglied der Skatalites, die seit 1963 existieren und als die Ska-Band gelten, die maßgeblich den Ska entwickelt haben und lebt aktuell in New York City. Johnson war im Frühjahr 2008 auf Tournee und trat unter anderem in Berlin, Kopenhagen und Rostock auf.

## Lebenslauf
Shaffer ist in Kingston auf Jamaika geboren. Die Inspiration zu der Musik hat sie wahrscheinlich von ihrer Mutter. Mit dem Singen hat sie jedoch erst in der Schule angefangen. Damals sang sie vor allem Lieder von ihren Lieblingsjazzkünstlern wie  Dinah Washington and Sarah Vaughan. Mit 20 Jahren nahm sie „Adorable You“ alleine und die 2 Duette „Welcome You Back Home“ und „The Vow“ mit der berühmten Barbados-Sängerin Jackie Opel auf. Zusammen mit Opel wurde sie Teil der damaligen Skatalites-Besetzung und blieb viele Jahre im Studio One. Shaffer arbeitete auch mit mehreren anderen Produzenten auf Jamaika zusammen, unter anderem mit Bunny Lee und Joe Fraser. 1992 emigrierte sie in die USA und kehrte zu den Skatalites zurück. Sie ist auch mit ein paar europäischen Bands wie Dr. Ring Ding und The Senior Allstars aus Deutschland und The Mood Invaders aus Belgien auf Tour gegangen und hat gemeinsam mit ihnen aufgenommen.

## Stil
Ihr Musikstil ist wohl vor allem dem Jamaica Ska zuzurechnen, durch den sie ihren Beinamen „Queen Of Jamaica Ska“ bekam. Jedoch singt sie ebenso auch Reggae und Rocksteady.

## Diskografie
- Doreen Schaffer & Nioami Philips - Read Me Right, 1979
- Doreen Shaffer - »Adorable« LP: Grover Records, 1997[4]
- Doreen Schaffer with The Moon Invaders - »Groovin'« CD: Grover Records, 2008